# Jan Lubiński
Jan Antoni Lubiński (ur. 7 stycznia 1953 w Przechlewie) – polski lekarz, prof. dr hab. n. med., specjalista w dziedzinie patomorfologii oraz genetyki klinicznej. Kierownik Katedry Onkologii i Zakładu Genetyki i Patomorfologii na Wydziale Lekarsko-Biotechnologicznym i Medycyny Laboratoryjnej Pomorskiego Uniwersytetu Medycznego w Szczecinie oraz działającego przy tej uczelni Międzynarodowego Centrum Nowotworów Dziedzicznych. Konsultant krajowy w dziedzinie genetyki klinicznej, członek Prezydium Komitetu Genetyki Człowieka i Patologii Molekularnej PAN (Wydział V Nauk Medycznych), przewodniczący Komisji Odwoławczej Narodowego Centrum Badań i Rozwoju, Prezes spółki Read-Gene SA notowanej na giełdzie NewConnect.
Badacz nowotworów dziedzicznych, m.in. dziedzicznego raka sutka i jajnika oraz dziedzicznego niepolipowatego raka jelita grubego.
W życiu prywatnym mąż dr hab. Teresy Lubińskiej, prof. Uniwersytetu Szczecińskiego, byłej minister finansów. Mają syna Szymona.
Stypendysta Instytutu L. Pasteura w Paryżu oraz Programu Fulbrighta w Filadelfii. W roku 2008 otrzymał Perłę Honorową Polskiej Gospodarki (w kategorii nauka), przyznawaną przez redakcję Polish Market „wybitnym osobom i instytucjom, których dorobek zawodowy, doświadczenie, prestiż i etyka dają rękojmię uznania ich za ambasadorów najwyższych polskich wartości”.
Jan Lubiński jest regularnie ukazuje się na „Liście Stu” (najbardziej wpływowych ludzi w polskiej medycynie), która jest kompilowana corocznie przez czasopismo „Puls Medycyny”.
W roku 2009 został odznaczony Krzyżem Oficerskim Orderu Odrodzenia Polski Za osiągnięcia w podejmowanej z pożytkiem dla kraju pracy zawodowej i działalności społecznej. Został uhonorowany tytułem Ambasador Szczecina.